# Bingen (Washington)
Bingen je grad u američkoj saveznoj državi Washington. Prema popisu stanovništva iz 2010. u njemu je živjelo 712 stanovnika.